# Luis Marchand
Luis Marchand Stens, (Lima, Perú, 5 de abril de  1930 - Lima, 1 de agosto de 2012) fue un abogado, diplomático, embajador y profesor universitario peruano. Fue ministro de Relaciones Exteriores (1990-1991) integrando el primer gabinete ministerial del presidente Alberto Fujimori.

## Biografía
Estudió en la Universidad Nacional Mayor de San Marcos, en donde se graduó de bachiller en Derecho y Ciencias Políticas y se recibió como abogado. Diplomático de carrera, ha recorrido todos los rangos de la Cancillería peruana. Fue ministro de Relaciones Exteriores en el primer gabinete ministerial del presidente Alberto Fujimori, presidido por Juan Carlos Hurtado Miller. Pasó luego a ser embajador del Perú ante la Organización de los Estados Americanos (OEA) por sgunda vez y fue activo promotor de la Resolución de la Defensa de la Democracia—la llamada Resolución 1080— adoptada en junio de 1991 por la Asamblea General de la OEA reunida en Santiago de Chile. Dicha resolución permite al secretario general de la OEA convocar a una reunión de cancilleres en caso de interrumpirse la institucionalidad democrática en alguno de sus países miembros, con el fin de tomar las medidas contempladas en la carta de la organización.
Al producirse en el Perú el autogolpe del 5 de abril de 1992, Marchand renunció a su cargo diplomático ante la OEA. Su nombre encabezó la lista de 117 diplomáticos de carrera que fueron cesados el 29 de diciembre de 1992. Desde entonces y hasta la caída del régimen fujimorista fue condenado al ostracismo total a pesar de ser un diplomático de singular trayectoria y distinción. 
Fue presidente del Consejo Permanente de la OEA, presidente del Grupo de los 77 países en vías de desarrollo, representante permanente alterno del Perú ante los Organismos de las Naciones Unidas con sede en Ginebra; titular del Consejo Interamericano Económico y Social (CIES), y ha dirigido el Consejo del Sistema Económico Latinoamericano (SELA), entre otros cargos internacionales importantes.
También ha sido embajador del Perú en los Estados Unidos de América (1984-1985), en Chile, Venezuela y en el Ecuador (23 de abril de 2002 - 27 de julio de 2006), así como representante Permanente ante la OEA.
Como profesor universitario dictó los cursos de Derecho Internacional Público, Organismos Internacionales, Política Exterior y Derecho Aeronáutico. Fue Presidente de la Sociedad Peruana de Derecho Internacional.
En septiembre del 2011 fue designado como abogado nacional del Estado peruano en el caso sobre la delimitación marítima entre el Perú y Chile ante la Corte Internacional de Justicia de La Haya.

## Publicaciones
- Instituciones de Derecho Internacional, en tres tomos: La Nacionalidad en el Perú, El Sistema Interamericano de Seguridad y Paz y Legislación Diplomática en el Perú.
- Repertorio Diplomático del Perú
- Reflexiones sobre Política Internacional Latinoamericana

## Condecoraciones
- Gran Cruz de la Orden del Sol, Perú.
- Orden del Libertador San Martín, Argentina
- Orden de Mayo, Argentina
- Orden de Río Branco, Brasil
- Orden de la Cruz del Sur, Brasil
- Orden de San Carlos, Colombia
- Orden al Mérito de Chile, Chile
- Orden Nacional José Matías Delgado, El Salvador
- Orden Mexicana del Águila Azteca, México
- Orden del Libertador, Venezuela
- Orden Francisco de Miranda, Venezuela
- Orden Cruz Peruana al Mérito Naval en el grado de Gran Cruz.
- Orden al Mérito del Servicio Diplomático del Perú “José Gregorio Paz Soldán” en el grado de Gran Cruz.

| Predecesor: Guillermo Larco Cox | Ministro de Relaciones Exteriores del Perú 28 de julio de 1990 a 7 de enero de 1991 | Sucesor: Raúl Sánchez Sotomayor |